# László Károly (mérnök)
László Károly (Győr, 1917. február 15. – Jászberény, 1983.  június 4.) mérnök, a Lehel Hűtőgépgyár főmérnöke, műszaki igazgatója.

## Életrajza
Kétkezi munkáscsalád hetedik gyermekeként született. 1950-ben gépészmérnöki diplomát szerzett. Budapesten a Weiss Manfréd cégbirodalom egyik üzemébe, a SIGG-be került, ahol alumíniumedényeket gyártottak. László itt elsajátította az alumíniumgyártás és -feldolgozás minden ismeretét. Kimagasló tudását jól ismerték a minisztériumban is, így rövid idő elteltével, 1954-ben Jászberénybe helyezték. Gorjanc Ignác néhány hónappal korábban Csepelről érkezett. A két budapesti mérnökre bízták a Lehel Hűtőgépgyár létrehozását, Gorjanc lett az igazgató, László Károly pedig a főmérnök.
A Lehel Hűtőgépgyár jövője tulajdonképpen kettőjük együttműködésével innentől kezdve bontakozott ki.
Irányításával született meg 1958-ban az első jászberényi tervezésű és kivitelezésű hűtőszekrény, a Super 100-as.
Meghatározó szerepe volt a licenc-vásárlásokban, valamint a Heller–Forgó-féle hűtőelemek gyártásának felvállalásában is döntő szerepet játszott. A szifongyártást is ő hozta Magyarországra: az 1980-as évek elején a Hűtőgépgyár volt a világ legnagyobb szifongyártó cége, évi egy millió darabbal.
64 évesen, 1983. június 4-én halt meg. Sírja a jászberényi Fehértói temetőben található.

## Emlékezete
Halála után 1984-ben a Hűtőgépgyár László Károly-emlékérmet alapított a kiemelkedő műszaki-tudományos munkásságot végző gyári dolgozók elismerésére. A kitüntetésben a következő személyek részesültek:
- 1985-ben Kovács Gyula
- 1986-ban Tábi István
- 1987-ben Baráth László
- 1988-ban Molnár Lombár László
- 1989-ben Varga Károly
- 1990-ben
- 1991-ben Ozsvári Ferenc

Miután 1991-ben az Electrolux a gyár tulajdonosa lett, a díjat megszüntette.
Napjainkban is emlékét jól őrzi, hogy most jelentették be, hogy megkezdi működését a László Károly klaszter.

## Díjai, elismerései
- A Magyar Népköztársaság Állami Díja (1975)
- Pattantyús díj (1970)
- Jászberény díszpolgára (1975)